# Nikolai Vekua
Nikolai Vekua (în georgiană ნიკოლოზ ვეკუა, n. 10 august 1913, Akhuti⁠(d), Megrelia-Svanesia Superioară⁠(d), Georgia – d. 16 aprilie 1993, Tbilisi, Georgia) a fost un matematician georgian și sovietic, academician al Academiei de științe din Republica Sovietică Socialistă Georgiană.

## Biografie
Este fiul lui Petru Vekua. S-a născut în loc. Ahuti. A absolvit universitatea din Tbilisi în anul 1937. Din anul 1938 lucrează la Instituttul de matematică al AȘ din R.S.S. Georgiană. . Este  profesor din anul 1947. În anul 1962 obține titlul de  profesor și la Universitatea din Tbilisi . Este  director al Institutului de matematică al AȘ din R.S.S. Georgiană din anul 1976. A decedat în anul 1993.

## Preocupări științifice
S-a ocupat de teoria numerelor de variabilă complexă, ecuații diferențiale în derivate parțiale, ecuații integrale.

## Distincții, onoruri
- Este om emerit al științelor din R.S.S. Georgiană din anul 1966
- Ordinul prieteniei popoarelor (1983)
- Premiul de Stat al R.S.S. Georgiene (1975)
- Ordinul Insigna de onoare (1966)